# Manfred Freitag
Manfred Freitag (25 augustus 1969) is een Oostenrijkse schaker. Hij is, sinds 1998, een internationaal meester (IM). Zijn FIDE-rating in 2016 is 2386. 
In augustus 2005 speelde hij mee in het toernooi om het kampioenschap van Oostenrijk dat in Gmunden gespeeld werd. Freitag eindigde met 6.5 punt uit 11 ronden op de derde plaats.
In februari 2015 behaalde hij een 33e plaats bij het Graz Open toernooi, dat werd gewonnen door Bartosz Socko.
In februari 2016 speelde hij in groep A (136 deelnemers) van het Graz Chess Festival dat werd gewonnen door GM Li Chao; Freitag eindigde op een 26e plaats